# 1724

## Esdeveniments
Països Catalans
Resta del món
- 10 de gener, Felip V d'Espanya abdica en favor del seu fill primogènit Lluís I d'Espanya.
- 29 de maig, Benet XIII és escollit nou Papa de l'Església Catòlica.
- Daniel Gabriel Fahrenheit inventa l'escala de temperatura que porta el seu nom: l'escala Fahrenheit.
- Fundació de l'editorial anglesa més antiga: Longman.[1]
- Fundació de la borsa de París.
- Amb el Codi Negre de Louisiana es regulen i s'endureixen les condicions de vida d'esclavitud dels africans.[2]

## Naixements
Països Catalans
Resta del món
- Siena, Gran Ducat de Toscana: Carlo Lapini, compositor del classicisme.
- 19 de gener, Huizhou, Anhui, Xina: Dai Zhen, filòsof, filòleg, historiador i matemàtic xinès (m. 1777)
- 27 de març, Nova York: Jane Colden, primera científica botànica americana (m. 1766).[3]
- 28 de març, Haarlem: Maria Machteld van Sypesteyn, pintora neerlandesa de miniatures.[4]
- 22 d'abril, Königsberg, Prússia (avui dia Kaliningrad, Rússia): Immanuel Kant, filòsof alemany (m. 1804).[5]
- 10 de juliol, Estocolm, Suècia: Eva Ekeblad, agrònoma, científica, amfitriona de salons literaris (m. 1786).[6]
- 18 de juliol, Múnic: Maria Antònia de Baviera, compositora i mecenes alemanya.[7]
- 26 de juliol, Xia'n, Xina: Ji Yun, polític i escriptor xinès (m. 1805).[8]
- 28 d'agost, Mura di Savallo, Brescia: Diamante Medaglia, poeta i acadèmica italiana.[9]
- 24 de novembre, Dresden: Maria Amàlia de Saxònia, reina d'Espanya (m. 1760).[10]

## Necrològiques
Països Catalans
- 7 de juliol, Viena: Antoni Desvalls i de Vergós, militar austriacista català.

Resta del món
- 7 de març, Ciutat del Vaticà, Estats Pontificis: Michelangelo dei Conti, papa que regnà amb el nom d'Innocenci XIII (n. 1655)
- 19 de setembre, Metz: Glückel d'Hamelín, empresària jueva i escriptora d'uns dietaris.[11]
- 30 d'octubre, Mònaco: Maria de Lorena, princesa de Mònaco (n. 1674).[12]
- Ahmed Taib Othman-zade, poeta, historiador i erudit otomà.